# کیزیل کاک
کیزیل کاک (به قزاقی: Kyzylkak) یک دریاچه در قزاقستان است که در استان پاولودار واقع شده‌است.